# Matteo Gribaldi Moffa
Matteo Gribaldi Moffa o Mofa (Chieri, 1505 circa – Farges, settembre 1564) è stato un giurista italiano, che coltivò idee religiose prossime alla Riforma e all'antitrinitarismo.

## Biografia

### La formazione giuridica

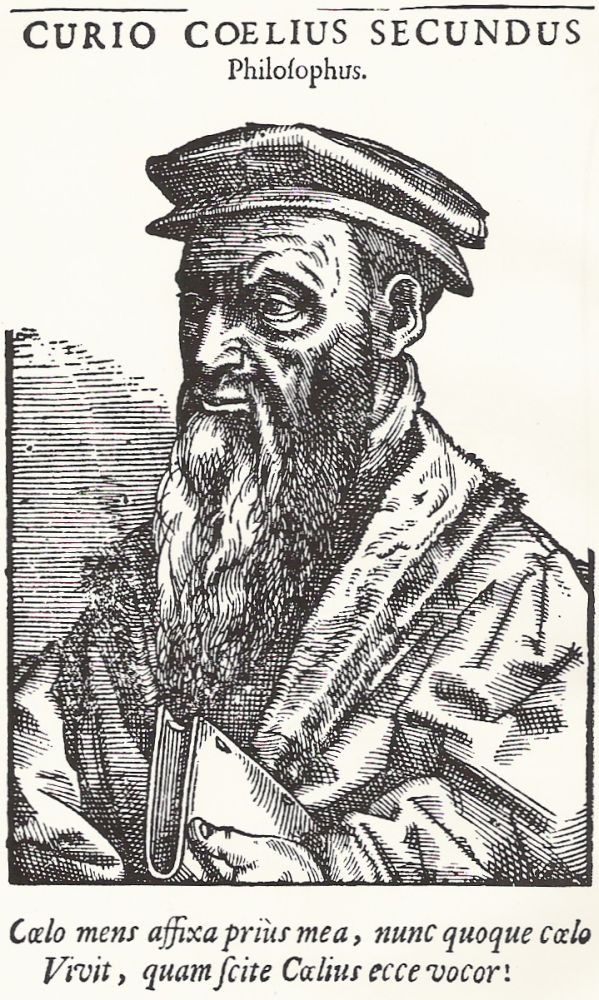
Celio Secondo Curione

Nacque a Chieri, a pochi chilometri da Torino, nei primi anni del Cinquecento, secondogenito del patrizio Giovanni Gribaldi e di Maria, appartenente alla famiglia dei marchesi di Ceva. Nei primi anni trenta, il matrimonio con Giorgina Carraxe, nipote del medico Pietro Bairo, professore nell'università di Torino e medico dei Savoia, e figlia illegittima di Etiennette de Gento, signora di Farges, gli fece acquisire quel feudo del territorio di Gex, nella Repubblica di Berna, che nel novembre del 1536 gli fu definitivamente riconosciuto in proprietà dopo una contesa giudiziaria con un Jean de Grammont, che sosteneva di essere il figlio legittimo della suocera del Gribaldi.
Studiò diritto probabilmente a Torino, in quella università dove Erasmo si era laureato nel 1506 e dove Matteo Gribaldi potrebbe aver frequentato le lezioni di Francesco Sfondrati insieme con Celio Secondo Curione. Dal 1535 al 1536 era insegnante di diritto a Tolosa, collega del Boyssoné e amico del poeta Jean Voulté: entrambi gli avrebbero fatto conoscere a Lione l'umanista ed editore Étienne Dolet. Il Boyssoné - con il quale Gribaldi si mantenne in corrispondenza per decenni - era stato accusato di eresia e, dopo aver abiurato, il 31 marzo 1532 era stato condannato dall'Inquisizione alla confisca dei beni, mentre il Dolet sarà bruciato sul rogo nel 1546: già dalle amicizie con questi umanisti si comprende come il Gribaldi avesse ormai maturato posizioni di seria critica nei confronti della Chiesa e della teologia cattolica.
Divenuto signore di Farges, dove trascorreva le sue estati libere dagli impegni cattedratici, e cittadino di Berna, passò a insegnare a Cahors, e dal 1540 a Valence, dove scrisse la prefazione dei suoi De methodo ac ratione studendi libri tres, dedicati agli studenti tolosani e pubblicati a Lione nel 1541.

#### Il «De methodo ac ratione studendi»

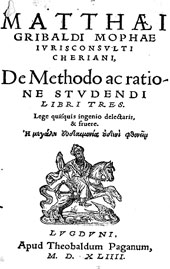
De methodo, edizione del 1544

Il tradizionale metodo di studio e di insegnamento del corpus giurisprudenziale giustinianeo si era sviluppato nel Medioevo in Italia – e per questo motivo era detto mos italicus – diffondendosi presto in Europa. Il testo giuridico veniva esposto, analizzato e commentato in modo da renderlo applicabile ai casi concreti imposti delle esigenze della società moderna, stabilendo così norme del diritto comune. Maestro riconosciuto di tale esegesi era considerato il commentatore Bartolo da Sassoferrato (1314-1357), per lo studio della cui opera nel Cinquecento furono appositamente stabilite cattedre universitarie a Napoli e a Padova.
Nel XV secolo era anche nato, ancora in Italia, e si era diffuso soprattutto in Francia e di qui nel resto d'Europa, l'indirizzo – chiamato mos gallicus – di interpretazione storico-filologica del diritto giustinianeo, in modo da rintracciarne l'originario spirito che aveva portato alla sua costituzione, ridimensionandone così la sua autorità quale fonte del moderno diritto comune. Guillaume Budé (1468-1540), pubblicando nel 1508 le sue Annotationes in XXIV libros Pandectarum, rifiutava il mos italicus e sottoponeva a critica la tarda costruzione giustinianea per ricercare l'originario diritto classico romano.
Nel De methodo ac ratione studendi, che non è un testo teorico ma è un manuale pratico a uso degli studenti, Gribaldi si mantiene fedele al tradizionale mos italicus ma riconosce insieme la validità degli indirizzi dei moderni umanisti - «Budaeus, Zasius et Alciatus, viri immortalitate digni» - intendendo piuttosto « ricongiungere l'eredità scientifica del "bartolismo" con le nuove acquisizioni del movimento umanistico», conservando «quella base razionalistica » che è il vanto della tradizione italiana. Il suo metodo è da lui riassunto in un famoso distico:
(De methodo, I, c. XIV, pp. 95-98)
ovvero si premette l'argomento, lo si divide nelle sue parti costitutive, lo si sintetizza e lo si esemplifica fornendo un caso concreto. A questo punto lo si rilegge criticamente insieme con le ragioni che conducono all'individuazione del significato della legge, esponendo le obiezioni che confermano per contraria et oppositiones la correttezza dell'interpretazione.
Dall'Università di Valence passò nel 1543 a quella di Grenoble, avendo avuto la garanzia di un compenso superiore, che l'anno successivo gli fu ulteriormente aumentato. Ma la città poteva permettersi di pagare bene gli insegnanti grazie agli interessi percepiti su un precedente credito fatto al re, esauriti i quali, nel 1545, Gribaldi lasciò la città. Si è sottolineato come a Grenoble Gribaldi frequentasse regolarmente le messe, in contraddizione con le compromettenti amicizie coltivate a Tolosa, ma non si può stabilire se tale devozione fosse sincera o espressione di nicodemismo, tenuto anche conto che il capitolo della cattedrale era impegnato a sostenere l'attività dell'Università.

### A Padova
Dopo la partenza da Grenoble, per qualche anno del Gribaldi si perdono le tracce. Si è pensato che egli abbia abbandonato la Francia con la salita al trono di Enrico II, nel 1547, e per l'istituzione, da lui voluta, di una Chambre ardente incaricata di perseguire gli eretici. In Italia potrebbe essere stato prima podestà di Asti, ed è poi documentato il suo contratto di insegnamento nello Studio di Padova, stipulato il 22 marzo 1548, con uno stipendi di 800 fiorini, aumentati da ottobre a 1.100. Grande era la sua popolarità: da Grenoble, la cui Università aveva ottenuto finanziamenti reali, lo invitarono a tornare, mentre a Padova l'aula nella quale insegnava abitualmente era sempre così affollata che un giorno gli studenti se lo caricarono sulle spalle, portandolo in un'altra più grande.
Nella città veneta erano numerosi gli studenti venuti dalla Germania: erano in gran parte luterani e godevano di una speciale immunità, avendo la Repubblica veneziana stabilito per legge che essi non potessero essere perseguiti per le loro idee religiose. Gribaldi ne ospitava in casa alcuni - che i maestri accogliessero in casa studenti forestieri era normale consuetudine del tempo - e grande era la familiarità dei loro rapporti.

#### L'«Historia de quondam»
A Padova Gribaldi si trovò coinvolto nel caso di Francesco Spiera. Questi era un avvocato di Cittadella che, condannato nel 1548 dall'Inquisizione per calvinismo, aveva abiurato unicamente per salvarsi la vita. Preso da profondi rimorsi, convinto di aver dannato per sempre la propria anima per aver rinnegato Dio, era caduto in una profonda depressione. Portato dai famigliari a Padova perché vi fosse curato, i suoi amici – Vergerio e Gribaldi erano tra questi – si riunivano spesso nella sua casa per convincerlo a confidare nella misericordia divina, ma inutilmente: il 27 dicembre del 1548 Spiera morì letteralmente di disperazione.
La vicenda provocò profonda impressione tra i riformati, e suscitò un dibattito sui temi della predestinazione, del libero arbitrio e del sonno delle anime, e sulla condotta che quegli italiani segretamente convertiti alla Riforma avrebbero dovuto tenere vivendo in un paese nel quale l'Inquisizione perseguitava i cosiddetti eretici. Gribaldi portò il suo contributo scrivendo il 27 novembre 1549 la Historia de quondam quem hostes Evangelii in Italia coegerunt abijcere agnitam veritatem (Storia di colui che i nemici del Vangelo costrinsero a rinnegare la verità riconosciuta) che nel 1550 verrà pubblicata a Basilea senza indicazione del suo nome in una silloge di scritti intitolata Francisci Spierae historia a quattuor summis viris summa fide conscripta, comprendente i contributi di Vergerio, di Celio Secondo Curione, di Giovanni Calvino e di Martin Borrhaus.
Gribaldi interpretava l'incapacità dello Spiera di trovare consolazione nel suo « essere irretito dalle fantasie stoiche sulla elezione, e non si rivolge alla voce del Vangelo e alla promessa universale [...] egli vuole sentire la consolazione dentro di sé prima di credere, mentre invece la fede deve venire prima di tutto, ed è peccato gravissimo rifiutare quell'invito del Figlio di Dio: "Venite a me voi che soffrite" ». La convinzione dell'irrimediabile dannazione era ribadita dallo Spiera con il verso virgiliano «Pauci quos aequus amavit Iuppiter», già citato dal Valla a ricordare che la teoria agostiniana della predestinazione si legava al dio stoico indifferente alle invocazioni degli umani, così che pochi sarebbero stati gli eletti.
In quelle « fantasie stoiche sulla elezione » Gribaldi mostra di rifiutare - denunciandola come stoica ma pensando a dottrine moderne - la teoria calvinista della predestinazione e sembra condividere il giudizio, diffuso anche tra i luterani, che quella dottrina potesse portare alla disperazione. Quel passo della Historia de quondam fu infatti commentato severamente dall'ortodosso calvinista Vergerio: «vi ha scritto sopra un certo suo giudicio dicendo impiamente che lo Spiera hebbe il cervello intricato nella openione de Stoici quanto alla elettione de Dio, et che i consolatori non intesero questa fonte del male».
La drammatica vicenda dello Spiera è riconosciuta essere la principale causa della fuga del Vergerio dall'Italia per la Svizzera nel 1549: il vescovo di Capodistria era del resto sospettato da tempo di essere un protestante mascherato. Gribaldi rimase a Padova, da dove scrisse a Calvino raccomandandogli l'amico, testimonianza che la conoscenza, diretta o per corrispondenza, con il riformatore francese doveva risalire almeno a qualche anno prima, forse avvenuta in occasione di uno degli annuali ritorni del Gribaldi nel proprio castello di Farges, che sorgeva a non molti chilometri da Ginevra.

### Lo scontro con Calvino
E a Ginevra Gribaldi andò nel 1553, quando vi si stava processando Michele Serveto, per prendere le difese dell'antitrinitario spagnolo, opponendosi a che si condannasse un uomo per le sue opinioni in materia di religione. Per esporre la sua protesta, chiese di poter parlare con Calvino, ma questi rifiutò, avendo saputo che il Gribaldi aveva le medesime opinioni di Serveto riguardo al problema trinitario. Gribaldi era già tornato a Padova, dove aveva offerto ospitalità a Lelio Sozzini, quando lo raggiunse la notizia dell'esecuzione di Serveto. Informò allora dell'accaduto la comunità anabattista di Vicenza, suscitando la preoccupazione dell'umanista Castellion, impegnato in una decisa polemica anticalvinista, il quale temeva che la notizia della violenta repressione delle idee dei riformatori radicali scoraggiasse l'attività, già così precaria, dei piccoli e perseguitati circoli italiani.

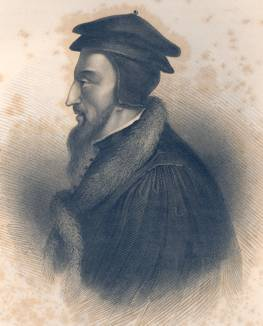
Giovanni Calvino

Nell'estate successiva Gribaldi era nuovamente a Ginevra, partecipando al sinodo della comunità italiana e poi mettendo per iscritto, in una lettera ai pastori italiani, le sue opinioni sulla questione trinitaria. Sottolineato che quella che gli ortodossi chiamano la prima persona della Trinità nelle Scritture è chiamata Dio, mentre la seconda persona è chiamata Signore, consegue che le Scritture vogliono indicare distintamente in uno l'onnipotenza e nel secondo la superiorità, un attributo diverso, quest'ultimo, e di qualità decisamente inferiore al primo. Gribaldi deduce allora « il figliolo esser Dio da Dio padre, lume da lume, et vero Dio da vero Dio », senza che si identifichino, poiché l'uno dipende dall'altro: che poi « uno sia tre et tre sia uno mi par che questo repugni ad ogni intelletto ». Un più circostanziato chiarimento della questione, promesso da Gribaldi alla sua ripartenza per Padova, non ci fu o è andato perduto.
A Padova tenne nel 1554 il suo ultimo anno di corso nello Studio: su di lui gravavano ormai forti sospetti di eresia e Gribaldi, con la numerosa famiglia - la moglie, quattro figlie e tre ragazzi - il 22 aprile 1555 lasciò l'Italia per Zurigo. Era una necessità che egli aveva preventivato con largo anticipo: per questo motivo aveva già sondato il terreno per una nuova sede d'insegnamento e l'amico giurista Bonifacius Amerbach, appoggiato anche dal Vergerio, gli aveva garantito il suo appoggio presso il duca Cristoforo per una cattedra nello Studio di Tubinga.
Da Zurigo passò a Farges, dove lo raggiunse l'invito di Calvino a raggiungere Ginevra: il riformatore, saputo dell'aperta sconfessione del cattolicesimo operata dal giurista, concedeva quel colloquio che aveva rifiutato due anni prima. Ma il 29 giugno 1555 Calvino rifiutò di stringere la mano di Gribaldi prima di aver chiarito la sua posizione religiosa, al che, offeso dallo sgarbo, l'italiano lasciò immediatamente la sala. Rifiutò un ulteriore chiarimento richiestogli dal Consiglio della città, non firmò la confessione di fede che gli fu presentata e fu bandito da Ginevra. Gribaldi partì per Tubinga, mentre Calvino e il Beza si mobilitavano per rendere difficile la vita del giurista.
Gribaldi firmò a Tubinga una confessione di fede approvata dall'autorevole teologo Heinrich Bullinger, che non fu però presa in considerazione a Ginevra, dove giungevano dalla Polonia informazioni sull'alta considerazione in cui Gribaldi era tenuto dagli antitrinitari italiani emigrati in quel paese. Vergerio, rimproverato per i suoi rapporti di amicizia col Gribaldi, prima prese prudentemente le distanze da lui, poi lo denunciò apertamente come eretico alle autorità di Tubinga.

### I processi

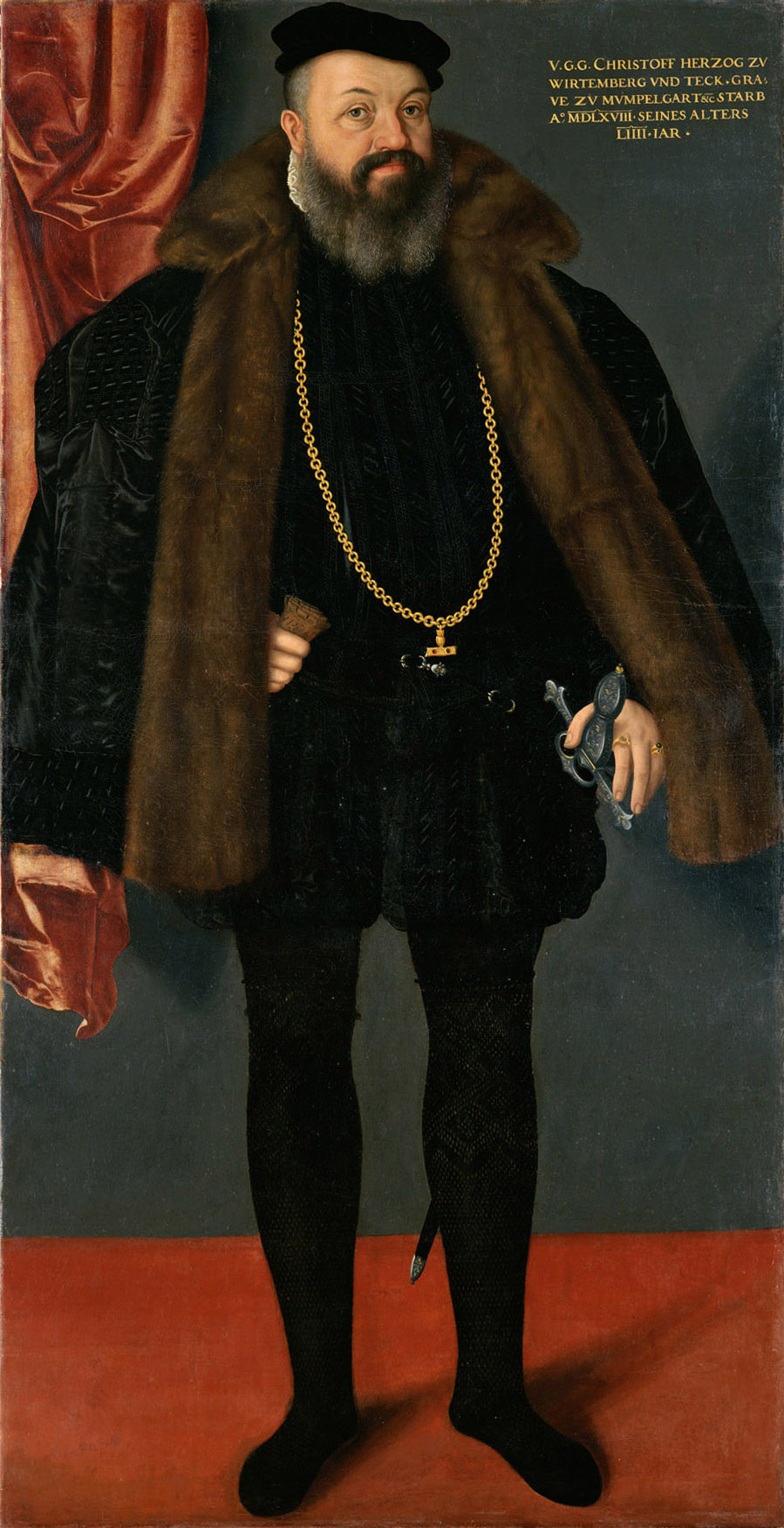
Cristoforo di Württemberg

Il processo fu istruito dal consiglio universitario di Tubinga. Gribaldi, in stato di libertà e trattato con ogni riguardo, dopo aver chiesto alcune settimane di tempo per preparare la sua difesa, nell'estate del 1557 abbandonò improvvisamente la città e si rifugiò a Farges. Si pensa che l'iniziativa possa essere stata presa dal Gribaldi su consiglio di qualche personaggio della corte ducale: in questo modo egli evitava una probabile condanna e il duca lo scandalo del processo e l'imbarazzante discredito che la condanna di un prestigioso uomo di cultura gli avrebbe arrecato.
Gribaldi aveva dovuto lasciare a Tubinga tutte le sue cose, che gli furono sequestrate. Fra le sue carte, fu reperito uno scritto suo, poi perduto, il De vera cognitione Dei o De filio Dei, pronto per la stampa e recante note del Curione, che fu giudicato decisamente eretico: della circostanza furono avvisate in agosto le autorità di Berna e di Basilea, perché prendessero provvedimenti contro i due umanisti. La sua ricca biblioteca venne depositata nell'Università: fra i volumi di argomento teologico figuravano la Institutio di Calvino, il De amplitudine del Curione - un libro che era stato bruciato a Stoccarda - l'Eusebius captivus di Girolamo Massari, il De coena Domini di Bernardino Ochino, il commento di Martin Borrhaus ai libri di Mosè e altri scritti riformati.
A Farges Gribaldi, fosse per difendersi dalle accuse o che intendesse diffondere le proprie idee in materia teologica, continuò a scrivere opuscoli che, intercettati dal balivo di Gex, gli procurarono l'arresto e l'estradizione a Berna per esservi processato. Il processo fu condotto dal segretario del Consiglio cittadino Niklaus Zurkinden, un magistrato che, per fortuna del Gribaldi, era piuttosto tollerante nei confronti degli eterodossi, così da giudicare negativamente la durezza manifestata da Calvino contro gli anabattisti.
Zurkinden persuase Gribaldi a firmare una confessione di fede ortodossa e, dopo un breve esilio a Friburgo, gli concesse di tornare a Farges nel 1558. Da qui, rimasto vedovo, in maggio scrisse al Consiglio universitario di Tubinga, allegando la sua confessione di fede e chiedendo di poter tornare all'insegnamento e regolare la sua posizione, compensando l'Università per l'insegnamento fino ad allora non prestato con i suoi libri rimasti a Tubinga. Fu Lelio Sozzini a consegnare personalmente al Senato accademico la lettera di Gribaldi, ma in agosto il Vergerio sconsigliava il duca Cristoforo a prestar fede alla confessione del giurista, che egli ormai riteneva essere uno dei più influenti capi dell'anabattismo antitrinitario europeo, così che l'Università dovette rifiutare l'offerta del Gribaldi.

### La «De vera cognitione Dei»

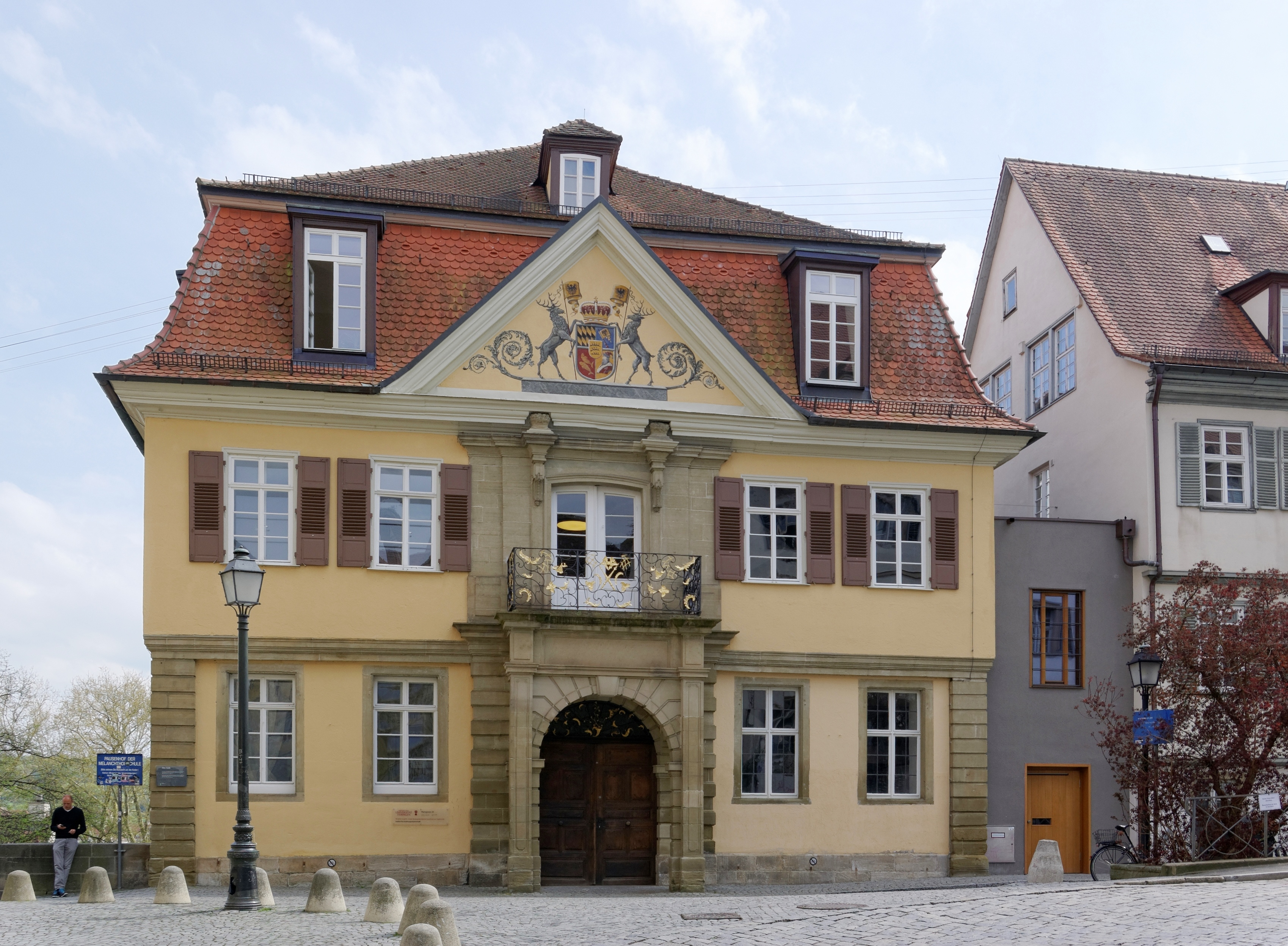
Edificio dell'antica Università di Tubinga

Il compromettente scritto con le note del Curione, sequestrato a Gribaldi a Tubinga, è andato perduto, e per comprendere le opinioni del giurista piemontese in materia teologica, oltre alla nota lettera indirizzata alla comunità italiana di Ginevra, resta un altro suo opuscolo, steso in forma riassuntiva, che fu scritto a Farges dopo la sua fuga da Tubinga.
La Trinità divina è un'invenzione degli uomini - sostiene Gribaldi - dovuta, probabilmente, al significato eminente che viene attribuito al numero tre. Sorta nei primi secoli dell'era cristiana, l'idea trinitaria non ha fondamento nelle Scritture e non si comprende come mai i moderni riformatori, che sostengono di voler restaurare la semplicità evangelica e attenenersi alle pure fonti delle Scritture, abbiano conservato questa dottrina. Se Dio fosse persona, se fossero persona anche il Figlio e lo Spirito santo, e se esistesse anche la Trinità divina, si avrebbero quattro dèi, quella « quaternitas » che anche Valentino Gentile, traendola dal pensiero di Gribaldi, cercherà di portare come argomento per absurdum contro la dottrina trinitaria.
Esiste invece un unico Dio, spirito sempre « invisibilis et immutabilis », che « personam non habet », perché altrimenti sarebbe visibile e soggetto a mutamento: « uno è il vero e sommo Dio, ossia quel Padre eterno dal quale proviene ogni cosa: e dell'unico Dio è l'unico figlio Gesù Cristo ai quali, insieme con lo Spirito santo, sia eterna gloria ». Figlio e Spirito santo provengono da Dio che per mezzo del Figlio ha creato ogni cosa e per mezzo dello Spirito le ha dato vita: Figlio e Spirito sono perciò due sostanze spirituali inferiori al Padre, che è l'unico e vero Dio.

### Gli ultimi anni
Il 4 agosto 1559 Gribaldi concluse le trattative con l'Università di Grenoble per tenervi un corso triennale di insegnamento. Erano passati quindici anni dal suo primo incarico in quello Studio e la notizia del ritorno del giurista italiano, circondato di una fama rimasta intatta nel tempo, fu salutata con calore dagli studenti: molti di loro, residenti in altre città, si iscrissero a Grenoble, l'aula delle sue lezioni fu ancora una volta sovraffollata e la città si trovò a dover prendere provvedimenti straordinari per poter alloggiare tanti giovani forestieri. L'Università poteva anche vantare di avere ora le due cattedre di diritto occupate da altrettante celebrità, il Gribaldi, appunto, seguace del mos italicus, e il giurista portoghese António de Gouveia, sostenitore del moderno mos gallicus.
Benché non risulti che in questa cattolica capitale del Delfinato Gribaldi si occupasse di problemi religiosi, il suo personale passato, le sue amicizie e il conflitto religioso sempre latente nella Francia di quegli anni, dove gli Ugonotti, pur netta minoranza di un paese largamente cattolico, avevano fatto notevoli progressi, pesava negativamente sulla possibilità di essere lasciato tranquillo. Il Gribaldi ne era ben consapevole e aveva fatto opportunamente inserire nel contratto d'impiego una clausola che ne prevedeva la rescissione senza indennità nel caso di una «necessità superiore», in sostanza, nel caso di dover fuggire improvvisamente dalla città.

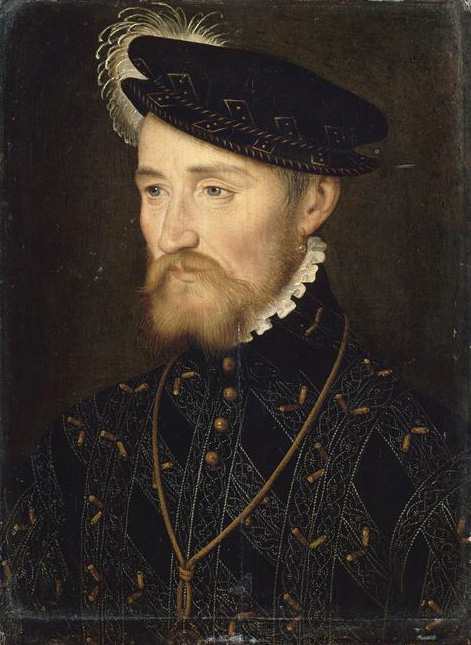
Francesco di Guisa

Certamente Gribaldi non andava mai a messa e, alle richieste di spiegazioni su questo suo comportamento, rispondeva di non poterlo fare perché egli, cittadino di Berna, temeva ritorsioni da quelle autorità riformate. Valentino Gentile gli rese visita a Grenoble e fu arrestato poco dopo: benché il Gentile riuscisse a farsi liberare senza ulteriori conseguenze, l'episodio provocò non poche diffidenze nei confronti del professore piemontese. Forse per questo motivo Gribaldi pensò per un momento di lasciare Grenoble per Valence, città il cui vescovo, Jean de Montluc, era segretamente ugonotto, e la cattedra di diritto di quella Università era rimasta libera per la partenza del celebre Jacques Cujas.
Il 15 ottobre 1560 l'Università di Grenoble ricevette dall'ufficio del governatore del Delfinato, Francesco di Guisa, cattolico intransigente, una nota su Gribaldi, giudicato mal sentant de la foi chrétienne, e l'invito a sbarazzarsi del professore, pena la chiusura.
Il Consiglio universitario ordinò un'inchiesta della quale non si conosce l'esito, ma che fu probabilmente positiva per il Gribaldi, perché alla nuova minaccia, pervenuta il 10 novembre dal Guisa, di sopprimere l'Università se non vi fosse stato espulso il giurista, il Consiglio reagì protestando. I corsi di legge, si sosteneva, sarebbero andati deserti con la partenza del Gribaldi, e sarebbe stato difficile trovare un sostituto, se così precaria era la garanzia, per un docente, di lavorare in tranquillità.
L'Università dovette comunque cedere e Gribaldi fece ritorno a Farges e della sua attività successiva restano poche notizie. Il 17 dicembre 1563 un collaboratore informava Calvino che « il furfante di Farges » continuava a « infettare » gli uomini e l'aria con le sue eresie: a Ginevra si sapeva che Gribaldi aveva scritto un commento al primo libro dell'Institutio calviniana. Nulla si sa di questo libro e nel settembre del 1564 Gribaldi moriva nella sua casa di Farges durante un'epidemia di peste.

## Opere
- De methodo ac ratione studendi libri tres, Lugduni, apud Antonium Vincentium 1541.
- Historia de quondam quem hostes Evangelii in Italia coegerunt abijcere agnitam veritatem, 1549.
- De vera cognitione Dei, 1557.